# Josef Drexler

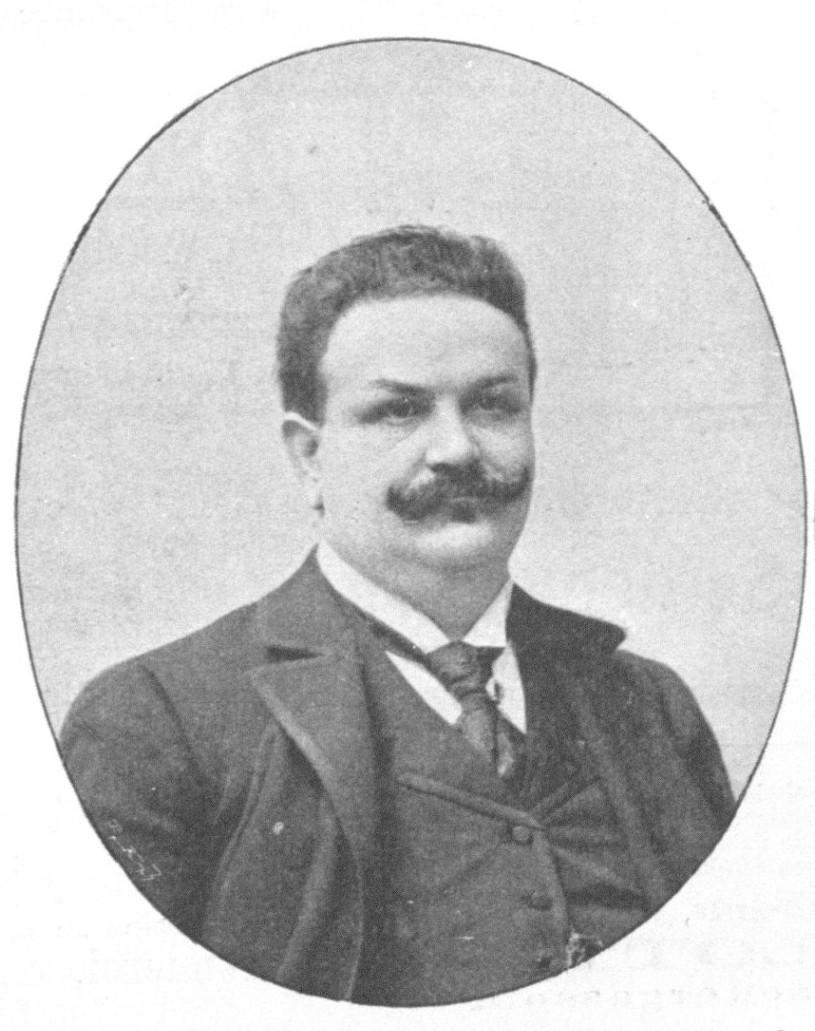
Josef Drexler im Jahre 1901

Josef Drexler (* 8. Februar 1850 in Wien; † 1. Juni 1922 ebenda) war ein österreichischer Architekt und Stadtbaumeister.

## Leben
Josef Drexler studierte an der Akademie der bildenden Künste Wien bei Theophil von Hansen. 1873 war im Architekturbüro Claus & Gross beschäftigt, ehe er im selben Jahr seine eigene Firma gründete. Der Erfolg dürfte zunächst eher gering gewesen sein, da Drexler daneben von 1878 bis 1885 im Wiener Stadtbauamt beschäftigt war. Nach einem privaten Schicksalsschlag, bei dem seine Frau starb, erlitt er einen Nervenzusammenbruch und musste einige Zeit in einer Nervenheilanstalt verbringen. Daher trat sein Bruder Anton Drexler in die Firma ein, die seither unter dem Namen Brüder Drexler eine äußerst erfolgreiche Bautätigkeit in Österreich, wie auch in Böhmen und Mähren entwickelte. 1892 erhielt Drexler die Baumeisterkonzession, 1898 das Goldene Verdienstkreuz mit der Krone. Auf Grund von Unstimmigkeiten wurde die Firma 1912 aufgelöst. Damit war Josef Drexlers Karriere beendet, von dem keine weiteren Bauten nach diesem Zeitpunkt mehr bekannt sind.

## Bedeutung
Josef Drexler war zusammen mit seinem Bruder einer der produktivsten und damit wichtigeren Architekten Wiens um die Jahrhundertwende. Der Schwerpunkt ihrer Tätigkeit lag beim Wohnhausbau, allerdings errichteten sie auch diverse öffentliche Gebäude. Zunächst dem Historismus mit neobarockem Dekor verpflichtet, traten um 1910 secessionistische Formen auf, gelegentlich auch der Heimatstil.

## Werke
| Foto  |                 | Baujahr   | Name                                                                                                | Standort                                                          | Beschreibung | Metadaten                                                                                     |
| ----- | --------------- | --------- | --------------------------------------------------------------------------------------------------- | ----------------------------------------------------------------- | --- | --------------------------------------------------------------------------------------------- |
| BW    | Datei hochladen | 1882      | Mädchenschule                                                                                       | Schulgasse 2, Stockerau Standort                                  | | P84(Architekt): P131(Ort):                                                                    |
| ja    | Datei hochladen | 1884      | Turnhalle                                                                                           | Schiesstattgasse 9, Stockerau Standort                            | | P84(Architekt): P131(Ort):                                                                    |
| ja    | Datei hochladen | 1885      | Wiener Trabrennverein, Wohngebäude und Stallungen                                                   | Trabrennstraße / Nordportalstraße, Wien 2 Standort                | Ausführung von Wohngebäuden und Stallungen. Beim Wettbewerb zum Neubau der Tribünen 1910 erreichte Drexler den 2. Preis Anmerkung: Bei AZW mit 1910 angegeben.                                                 | P84(Architekt): P131(Ort):                                                                    |
| ja    | Datei hochladen | 1885–1886 | Gemeindeamt, Bezirksgericht und Sparkassa                                                           | Hauptplatz 1, Haugsdorf Standort                                  | | P84(Architekt): P131(Ort):                                                                    |
| ja    | Datei hochladen | 1885–1887 | Galopprennbahn Freudenau HERIS-ID: 8662 Objekt-ID: 4619                                             | Freudenau 65, Wien 2 Standort                                     | Anmerkung: Wiederinstandsetzung der Tribüne nach einem Brand im Jahr 1883. Im Anschluss wurden nach seinen Plänen bis 1887 auch noch das Totalisator-Gebäude, das Verwaltungs- sowie Stallgebäude errichtet.   | P84(Architekt): P131(Ort):Wien Region-ISO:AT-9                                                |
| ja    | Datei hochladen | 1886–1888 | Pferdetrainier-Anstalt und Wohngebäude                                                              | Markhof 1, Schönfeld im Marchfeld Standort                        | mehrere Objekte Anmerkung: Gut Markhof | P84(Architekt): P131(Ort):                                                                    |
| ja    | Datei hochladen | 1886–1889 | Landwehr-Kavallerie-Kaserne HERIS-ID: 13005 Objekt-ID: 9171                                         | Schaumanngasse 1–5, Stockerau Standort                            | | P84(Architekt): P131(Ort):Stockerau Region-ISO:AT-3                                           |
| ja    | Datei hochladen | 1887–1888 | Miethäuser                                                                                          | Keplerplatz 2 und 3, Wien 10 Standort                             | | P84(Architekt): P131(Ort):                                                                    |
| ja    | Datei hochladen | 1887–1888 | Rathaus · Wikidata                                                                                  | Valtice, Tschechien Standort                                      | | P84(Architekt): P131(Ort):Q56411964 Region-ISO:CZ-64                                          |
| ja    | Datei hochladen | 1889–1890 | Gemeindeamt und Sparkassa                                                                           | Náměstí 93, Jaroslavice, Tschechien Standort                      | | P84(Architekt): P131(Ort):                                                                    |
| ja    | Datei hochladen |           | Volks- und Bürgerschule                                                                             | Jaroslavice 397, Tschechien Standort                              | | P84(Architekt): P131(Ort):                                                                    |
| BW    | Datei hochladen | 1892      | Wohnhaus                                                                                            | Josefsgasse 11 / Lange Gasse 18, Wien 8 Standort                  | | P84(Architekt):Anton Drexler, Josef Drexler P131(Ort):Wien Region-ISO:AT-9                    |
| ja    | Datei hochladen | 1892      | Miethaus Columbus-Hof und Restauration                                                              | Columbusplatz 6, Wien 10 Standort                                 | | P84(Architekt):Anton Drexler, Josef Drexler P131(Ort):Wien Region-ISO:AT-9                    |
| ja    | Datei hochladen | 1892      | Zirkus Busch                                                                                        | Ausstellungsstraße, Wien 2                                        | zerstört Zerstört | P84(Architekt): P131(Ort):                                                                    |
| BW    | Datei hochladen | 1893–1894 | Polytechnische Schule                                                                               | Burgplatz 3, Laa an der Thaya Standort                            | | P84(Architekt): P131(Ort):                                                                    |
| ja    | Datei hochladen | vor 1894  | Karl Meissl'sches Stiftunghaus HERIS-ID: 8564 Objekt-ID: 4520                                       | Wien 2, Castellezgasse 2 Standort                                 | | P84(Architekt): P131(Ort):Leopoldstadt Region-ISO:AT-9                                        |
| ja    | Datei hochladen | 1894      | Miethaus HERIS-ID: 41681 Objekt-ID: 42232                                                           | Wallensteinplatz 2, Wien 20 Standort                              | | P84(Architekt):Anton Drexler, Josef Drexler P131(Ort):Brigittenau Region-ISO:AT-9             |
| BW    | Datei hochladen | 1895      | Knaben-Volks- und Bürgerschule                                                                      | Kostelní 163, Český Krumlov, Tschechien Standort                  | Anmerkung: Wettbewerb 2. Preis | P84(Architekt): P131(Ort):                                                                    |
| ja BW | Datei hochladen | 1895      | Rathaus mit Sparkassa                                                                               | nám. Míru 1, Domažlice, Tschechien Standort                       | Anmerkung: Wettbewerb, prämiert | P84(Architekt): P131(Ort):                                                                    |
|       | Datei hochladen | 1895      | Volks- und Bürgerschule in Úštěk                                                                    | Úštěk, Tschechien                                                 | | P84(Architekt): P131(Ort):                                                                    |
| ja    | Datei hochladen | 1896      | Volks- und Bürgerschule in Lundenburg                                                               | Sovadinova 565/1, Břeclav, Tschechien Standort                    | | P84(Architekt): P131(Ort):                                                                    |
| ja    | Datei hochladen | 1896–1897 | Kaiser Franz Josef-Gymnasium in Mährisch-Schönberg                                                  | Hlavní tř. 652/31, Šumperk, Tschechien Standort                   | Wettbewerb, 1. Preis | P84(Architekt): P131(Ort):                                                                    |
| ja    | Datei hochladen | 1897      | Wohnhaus                                                                                            | Schanzstraße 37, Wien 14 Standort                                 | Anmerkung: Stilistisch nicht stimmig | P84(Architekt):Anton Drexler, Josef Drexler P131(Ort):Wien Region-ISO:AT-9                    |
|       | Datei hochladen | 1897      | Pavillon                                                                                            | Koordinaten fehlen! Hilf mit.                                     | Pavillon und weitere Ausstellungsgebäude sowie ein Wetterhäuschen für die Kaiser-Jubiläums-Ausstellung in Wien 1898. Wettbewerb 1. Preis. Heute im Wertheimsteinpark Anmerkung: Keine klare Zuordnung möglich. | P84(Architekt): P131(Ort):                                                                    |
| BW    | Datei hochladen | vor 1898  | Wohn- und Geschäftshaus                                                                             | Lerchenfelderstraße 16 / Neudeggergasse, Wien 8 Standort          | | P84(Architekt):Anton Drexler, Josef Drexler P131(Ort):Wien Region-ISO:AT-9                    |
| ja    | Datei hochladen | 1898      | Villa Karger                                                                                        | Sarmingstein 28, Oberösterreich Standort                          | | P84(Architekt):Anton Drexler, Josef Drexler P131(Ort):St. Nikola an der Donau Region-ISO:AT-4 |
| ja    | Datei hochladen | 1898      | Palais M. Primavesi · Wikidata                                                                      | Žerotínova 267/11, Šumperk, Tschechien Standort                   | | P84(Architekt): P131(Ort):Mährisch Schönberg Region-ISO:CZ-71                                 |
| ja    | Datei hochladen | 1898–1899 | Kaiser Franz Josef Jubiläumsschule                                                                  | Deublergasse 21, Wien 21 Standort                                 | heute Franz Jonas Europaschule; Wettbewerb, prämiert | P84(Architekt): P131(Ort):                                                                    |
| ja    | Datei hochladen | vor 1899  | Miethaus                                                                                            | Schönbrunnerstraße 119–121, Wien 5 Standort                       | Anmerkung: Am Hundsturm 8 | P84(Architekt):Anton Drexler, Josef Drexler P131(Ort):Wien Region-ISO:AT-9                    |
|       | Datei hochladen | 1898–1901 | Wiener Molkerei                                                                                     | Molkereistraße 1, Wien 2 Standort                                 | zerstört | P84(Architekt): P131(Ort):                                                                    |
| ja    | Datei hochladen | 1899      | Miethaus                                                                                            | Kochgasse 3–5, Wien 8 Standort                                    | | P84(Architekt):Anton Drexler, Josef Drexler P131(Ort):Wien Region-ISO:AT-9                    |
| ja    | Datei hochladen | 1899      | Miethaus                                                                                            | Hamburgerstraße 12, Wien 5 Standort                               | | P84(Architekt):Josef Drexler, Anton Drexler P131(Ort):Wien Region-ISO:AT-9                    |
| BW    | Datei hochladen | 1900      | Wohn- und Geschäftshaus Zum Walfisch                                                                | Kellermanngasse 1–3, Wien 7 Standort                              | | P84(Architekt):Anton Drexler, Josef Drexler P131(Ort):Wien Region-ISO:AT-9                    |
| ja    | Datei hochladen | 1900      | Vereinshaus der k.k. Land- und Forstwirtschaftlichen Gesellschaft HERIS-ID: 94337 Objekt-ID: 109489 | Schauflergasse 6, Wien 1 Standort                                 | Wettbewerb, prämiert; nach Kriegsschäden vereinfachte Wiederinstandsetzung | P84(Architekt):Anton Drexler, Josef Drexler P131(Ort):Innere Stadt Region-ISO:AT-9            |
| ja    | Datei hochladen | 1901      | Miethaus                                                                                            | Matthäusgasse 8 / Kolonitzgasse 4, Wien 3 Standort                | Atelier der Brüder Drexler | P84(Architekt):Anton Drexler, Josef Drexler P131(Ort):Wien Region-ISO:AT-9                    |
| ja    | Datei hochladen | 1901–1903 | Rathaus Floridsdorf HERIS-ID: 16184 Objekt-ID: 12441                                                | Am Spitz 1, Wien 21 Standort                                      | heute Bezirksamt, Wettbewerb, prämiert | P84(Architekt):Anton Drexler, Josef Drexler P131(Ort):Wien Region-ISO:AT-9                    |
| BW    | Datei hochladen | 1902      | Wohnhauskomplex                                                                                     | Christophgasse 4, 6 und Bräuhausgasse 43, Wien 5 Standort         | | P84(Architekt): P131(Ort):                                                                    |
| BW    | Datei hochladen | vor 1903  | Miethaus                                                                                            | Kellermanngasse 8, Wien 7 Standort                                | Anmerkung: früher Schottenhofgasse 5 | P84(Architekt): P131(Ort):                                                                    |
| ja    | Datei hochladen | 1905      | Straßenhof                                                                                          | Radetzkystraße 25–27, Wien 3 Standort                             | | P84(Architekt):Anton Drexler, Josef Drexler P131(Ort):Wien Region-ISO:AT-9                    |
| BW    | Datei hochladen | 1905      | Villa Kemenovic                                                                                     | Stockerauerstraße 45, Korneuburg Standort                         | | P84(Architekt): P131(Ort):                                                                    |
| ja    | Datei hochladen | 1906–1911 | Miethäuser                                                                                          | Rudolf von Alt-Platz 4, 5, 7, Wien 3 Standort                     | Anmerkung: Koordinaten beziehen sich auf Hausnummer 4 | P84(Architekt): P131(Ort):                                                                    |
| BW    | Datei hochladen | 1908      | ehemalige Poststation Rendezvous                                                                    | Brünner Straße 311, Wien 21 Standort                              | Umbau, heute Privatvilla | P84(Architekt): P131(Ort):                                                                    |
| ja    | Datei hochladen | 1908–1909 | Palais des Beaux Arts HERIS-ID: 11606 Objekt-ID: 7713                                               | Löwengasse 47-47A, Wien 3 Standort                                | → Hauptartikel : Palais des Beaux Arts (Wien) f1 | P84(Architekt):Anton Drexler, Josef Drexler P131(Ort):Wien Region-ISO:AT-9                    |
| BW    | Datei hochladen | 1908–1909 | Miethaus und Sparkassa                                                                              | Gatterburggasse 23, Wien 19 Standort                              | | P84(Architekt):Anton Drexler, Josef Drexler P131(Ort):Wien Region-ISO:AT-9                    |
| BW    | Datei hochladen | 1908–1909 | Miethaus                                                                                            | Gatterburggasse 25, Wien 19 Standort                              | | P84(Architekt):Anton Drexler, Josef Drexler P131(Ort):Wien Region-ISO:AT-9                    |
| ja    | Datei hochladen | 1909      | Miethaus                                                                                            | Weißgerberlände 52, Wien 3 Standort                               | | P84(Architekt):Anton Drexler, Josef Drexler P131(Ort):Wien Region-ISO:AT-9                    |
| ja    | Datei hochladen | 1910      | Miethaus                                                                                            | Kollergasse 16, Wien 3 Standort                                   | | P84(Architekt): P131(Ort):                                                                    |
| ja    | Datei hochladen | 1910      | Miethäuser                                                                                          | Weißgerberlände 40 und 42, Wien 3 Standort                        | Anmerkung: Koordinaten beziehen sich auf Hausnummer 42 | P84(Architekt): P131(Ort):                                                                    |
| ja    | Datei hochladen | 1910      | Miethaus                                                                                            | Weißgerberlände 50 / Kegelgasse 44, Wien 3 Standort               | | P84(Architekt): P131(Ort):                                                                    |
| ja    | Datei hochladen | 1910–1912 | Doppelbürgerschule und Gemeindehaus in Hohenau an der March                                         | Hauptstraße 27, Hohenau an der March Standort                     | | P84(Architekt): P131(Ort):                                                                    |
| ja    | Datei hochladen | 1911      | Miethaus                                                                                            | Dampfschiffstraße 20 / Obere Weißgerberstraße 19, Wien 3 Standort | mit Gustav Holaubek | P84(Architekt):Gustav Holaubek, Anton Drexler, Josef Drexler P131(Ort):Wien Region-ISO:AT-9   |
| ja    | Datei hochladen | 1911      | Miethaus                                                                                            | Untere Weißgerberstraße 44 / Paracelsusgasse 8, Wien 3 Standort   | | P84(Architekt): P131(Ort):                                                                    |
| BW    | Datei hochladen | 1912      | Miethaus                                                                                            | Franzensbrückenstraße 16, Wien 2 Standort                         | | P84(Architekt): P131(Ort):                                                                    |
| BW    | Datei hochladen | 1912      | Miethaus                                                                                            | Zirkusgasse 36 / Rotensterngasse 28, Wien 2 Standort              | | P84(Architekt):Anton Drexler, Josef Drexler P131(Ort):Wien Region-ISO:AT-9                    |
| BW    | Datei hochladen | 1912      | Wohnhaus                                                                                            | Krottenbachstraße 1 / Billrothstraße 63, Wien 19 Standort         | | P84(Architekt):Anton Drexler, Josef Drexler P131(Ort):Wien Region-ISO:AT-9                    |
| ja    | Datei hochladen | 1912      | Miethaus                                                                                            | Osterleitengasse 2 / Döblinger Hauptstraße, Wien 19 Standort      | | P84(Architekt): P131(Ort):                                                                    |
|       | Datei hochladen |           | Stallungen, Wohnhäuser, Pferdetrainier-Anstalt                                                      | Tata Tóváros, Ungarn                                              | | P84(Architekt): P131(Ort):                                                                    |